# Labbé Point
Der Labbé Point (englisch; spanisch Punta Labbé) ist eine Landspitze an der Südspitze von Basso Island im Archipel der Südlichen Shetlandinseln. In der Discovery Bay von Greenwich Island markiert sie die nördliche Begrenzung der Ensenada Basullo sowie die östliche der Ensenada Vinett.
Teilnehmer der 1. Chilenischen Antarktisexpedition (1946–1947) benannten die Landspitze nach Custodio Labbé Lippi († 1998), Navigationsoffizier des Transportschiffs Angamos bei dieser Forschungsreise. Das UK Antarctic Place-Names Committee übertrug diese Benennung 2005 ins Englische.